# یدات نقره

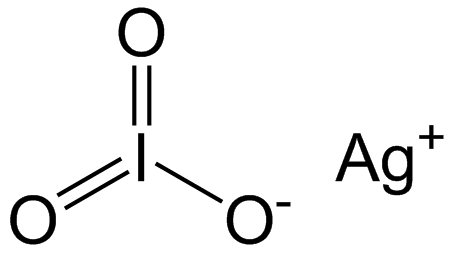
ساختار یدات نقره

یدات نقره (به انگلیسی: Silver iodate) با فرمول شیمیایی AgIO۳ یک ترکیب شیمیایی با شناسه پاب‌کم ۱۶۵۶۴۲ است که جرم مولی آن 282.77 g/mol است. شکل ظاهری این ترکیب، بلورهای سفید است.